# Atletismo nos Jogos Olímpicos de Verão de 2012 - Lançamento de disco masculino
A competição do lançamento de disco masculino nos Jogos Olímpicos de Verão de 2012 aconteceu nos dias 6 e 7 de agosto no Estádio Olímpico de Londres.
Campeão mundial em 2011, o alemão Robert Harting conquistou a medalha de ouro com a marca de 68,27 metros na final.

## Calendário
Horário local (UTC+1).
| Data        | Horário | Fase         |
| ----------- | ------- | ------------ |
| 6 de agosto | 10:00   | Qualificação |
| 7 de agosto | 19:45   | Final        |

## Medalhistas
| Ouro   | GER Robert Harting |
| Prata  | IRI Ehsan Hadadi   |
| Bronze | EST Gerd Kanter    |

## Recordes
Antes desta competição, os recordes mundiais e olímpicos da prova eram os seguintes:
| Tipo | Atleta            | Marca   | Local          | Data                 |
| ---- | ----------------- | ------- | -------------- | -------------------- |
|      | Jürgen Schult     | 74,08 m | Neubrandenburg | 6 de junho de 1986   |
|      | Virgilijus Alekna | 69,89 m | Atenas         | 23 de agosto de 2004 |

## Qualificação
Classificam-se para a final os atletas com marca acima de 65,00 m (Q) ou as 12 melhores marcas (q).
| Pos. | Grupo | Nome                      | CON                | #1    | #2    | #3    | Marca | Notas |
| ---- | ----- | ------------------------- | ------------------ | ----- | ----- | ----- | ----- | ----- |
| 1    | B     | Gerd Kanter               | EST Estônia        | X     | 59.72 | 66.39 | 66.39 | Q     |
| 2    | B     | Robert Harting            | GER Alemanha       | 66.22 | -     | -     | 66.22 | Q     |
| 3    | B     | Jorge Fernández           | CUB Cuba           | 65.34 | -     | -     | 65.34 | Q     |
| 4    | B     | Lawrence Okoye            | GBR Grã-Bretanha   | X     | 63.00 | 65.28 | 65.28 | Q     |
| 5    | A     | Vikas Gowda               | IND Índia          | 63.52 | 65.20 | -     | 65.20 | Q     |
| 6    | A     | Ehsan Hadadi              | IRI Irã            | 65.19 | -     | -     | 65.19 | Q     |
| 7    | A     | Piotr Małachowski         | POL Polônia        | 62.08 | 64.65 | 63.96 | 64.65 | q     |
| 8    | B     | Martin Wierig             | GER Alemanha       | 64.13 | 62.66 | X     | 64.13 | q     |
| 9    | B     | Benn Harradine            | AUS Austrália      | 64.00 | X     | 61.39 | 64.00 | q     |
| 10   | A     | Virgilijus Alekna         | LTU Lituânia       | 62.32 | 63.88 | X     | 63.88 | q     |
| 11   | A     | Frank Casañas             | ESP Espanha        | X     | 63.76 | 60.21 | 63.76 | q     |
| 12   | A     | Erik Cadée                | NED Países Baixos  | 63.55 | X     | X     | 63.55 | q     |
| 13   | A     | Apostolos Parellis        | CYP Chipre         | 63.48 | 62.49 | 62.54 | 63.48 |       |
| 14   | B     | Mario Pestano             | ESP Espanha        | 63.40 | 63.36 | X     | 63.40 |       |
| 15   | B     | Bogdan Pishchalnikov      | RUS Rússia         | 61.69 | X     | 63.15 | 63.15 |       |
| 16   | B     | Rutger Smith              | NED Países Baixos  | 63.00 | 62.70 | 63.09 | 63.09 |       |
| 17   | B     | Martin Marić              | CRO Croácia        | 61.04 | 62.83 | 62.87 | 62.87 |       |
| 18   | A     | Jason Young               | USA Estados Unidos | 62.18 | X     | X     | 62.18 |       |
| 19   | A     | Scott Martin              | AUS Austrália      | 58.15 | 57.67 | 62.14 | 62.14 |       |
| 20   | B     | Traves Smikle             | JAM Jamaica        | X     | 59.59 | 61.85 | 61.85 |       |
| 21   | B     | Lance Brooks              | USA Estados Unidos | 61.17 | 60.59 | 59.25 | 61.17 |       |
| 22   | B     | Przemysław Czajkowski     | POL Polônia        | 58.73 | X     | 61.08 | 61.08 |       |
| 23   | A     | Ercüment Olgundeniz       | TUR Turquia        | X     | X     | 60.87 | 60.87 |       |
| 24   | B     | Gerhard Mayer             | AUT Áustria        | 59.40 | 60.81 | 60.27 | 60.81 |       |
| 25   | A     | Märt Israel               | EST Estônia        | 59.60 | X     | 60.34 | 60.34 |       |
| 26   | B     | Omar Ahmed El Ghazaly     | EGY Egito          | 60.16 | 60.26 | 58.89 | 60.26 |       |
| 27   | A     | Aleksander Tammert        | EST Estônia        | 57.00 | 60.20 | 59.78 | 60.20 |       |
| 28   | A     | Julian Wruck              | AUS Austrália      | 58.01 | 60.08 | 59.64 | 60.08 |       |
| 29   | B     | Abdul Buhari              | GBR Grã-Bretanha   | 54.20 | 55.78 | 60.08 | 60.08 |       |
| 30   | A     | Markus Münch              | GER Alemanha       | 59.95 | 59.34 | X     | 59.95 |       |
| 31   | B     | Jarred Rome               | USA Estados Unidos | X     | X     | 59.57 | 59.57 |       |
| 32   | A     | Robert Urbanek            | POL Polônia        | 59.56 | X     | X     | 59.56 |       |
| 33   | B     | Sultan Mubarak Al-Dawoodi | KSA Arábia Saudita | 55.48 | 55.80 | 59.54 | 59.54 |       |
| 34   | B     | Mykyta Nesterenko         | UKR Ucrânia        | X     | 58.22 | 59.17 | 59.17 |       |
| 35   | A     | Brett Morse               | GBR Grã-Bretanha   | X     | 58.18 | X     | 58.18 |       |
| 36   | A     | Roland Varga              | CRO Croácia        | 57.76 | 58.17 | 57.79 | 58.17 |       |
| 37   | A     | Germán Lauro              | ARG Argentina      | X     | 55.23 | 57.54 | 57.54 |       |
| 38   | B     | Danijel Furtula           | MNE Montenegro     | 57.48 | X     | X     | 57.48 |       |
| 39   | A     | Jason Morgan              | JAM Jamaica        | 56.25 | 56.72 | 57.46 | 57.46 |       |
| 40   | A     | Yunio Lastre              | CUB Cuba           | X     | X     | 57.33 | 57.33 |       |
| 41   | B     | Ronald Julião             | BRA Brasil         | X     | 56.20 | X     | 56.20 |       |

## Final
| Pos.              | Nome              | CON               | 1     | 2     | 3     | 4     | 5     | 6     | Marca | Notas                |
| ----------------- | ----------------- | ----------------- | ----- | ----- | ----- | ----- | ----- | ----- | ----- | -------------------- |
| Medalha de ouro   | Robert Harting    | GER Alemanha      | 67.79 | X     | 67.27 | 66.45 | 68.27 | 67.08 | 68.27 |                      |
| Medalha de prata  | Ehsan Hadadi      | IRI Irã           | 68.18 | 64.09 | 67.28 | 66.98 | X     | X     | 68.18 |                      |
| Medalha de bronze | Gerd Kanter       | EST Estônia       | 65.07 | 65.79 | 66.02 | 65.96 | 68.03 | 66.99 | 68.03 | Recorde da temporada |
| 4                 | Virgilijus Alekna | LTU Lituânia      | 67.38 | X     | X     | 66.07 | X     | X     | 67.38 |                      |
| 5                 | Piotr Małachowski | POL Polônia       | 62.50 | 66.92 | X     | 67.19 | X     | X     | 67.19 |                      |
| 6                 | Martin Wierig     | GER Alemanha      | 63.34 | 63.98 | X     | 65.85 | 64.79 | 65.12 | 65.85 |                      |
| 7                 | Frank Casañas     | ESP Espanha       | 65.56 | X     | X     | 64.92 | 65.48 | 63.16 | 65.56 |                      |
| 8                 | Vikas Gowda       | IND Índia         | 64.79 | 60.95 | 63.03 | 64.15 | 64.48 | 63.89 | 64.79 |                      |
| 9                 | Benn Harradine    | AUS Austrália     | 58.24 | 63.16 | 63.59 |       |       |       | 63.59 |                      |
| 10                | Erik Cadée        | NED Países Baixos | 62.40 | 62.77 | 62.78 |       |       |       | 62.78 |                      |
| 11                | Jorge Fernández   | CUB Cuba          | X     | 60.04 | 62.02 |       |       |       | 62.02 |                      |
| 12                | Lawrence Okoye    | GBR Grã-Bretanha  | 61.03 | X     | 60.11 |       |       |       | 61.03 |                      |

Legenda
| Recorde mundial      | Recorde mundial (World record)               |                       | Recorde africano                      | Recorde africano (African) |                                           | Q | Classificado por posição (Qualified) |
| Recorde olímpico     | Recorde olímpico (Olympic record)            | Recorde da América    | Recorde da América (Americas)         | q                          | Classificado por melhor tempo (Qualified) |   |                                      |
| Melhor marca do ano  | Melhor marca do ano (World leading)          | Recorde asiático      | Recorde asiático (Asian)              | DNS                        | Não largou (Did not start)                |   |                                      |
| Recorde nacional     | Recorde nacional (National record)           | Recorde europeu       | Recorde europeu (European)            | DNF                        | Não terminou (Did not finish)             |   |                                      |
| Recorde pessoal      | Recorde pessoal do atleta (Personal best)    | Recorde da Oceania    | Recorde da Oceania (Oceania)          | DSQ / DQ                   | Desclassificado (Disqualified)            |   |                                      |
| Recorde da temporada | Recorde da temporada do atleta (Season best) | Recorde sul-americano | Recorde sul-americano (South America) | NM                         | Sem marca (No mark)                       |   |                                      |